# 埃及足球联赛系统
埃及足球联赛系统，或称埃及足球联赛体系或联赛金字塔，是指埃及足协划分的多等级间相互关联之联赛系统。各级联赛通过升级和降级的方法实现球队流通，从而彼此联系。该系统共由四个级别的联赛组成，其中最高级联赛埃及足球甲级联赛是唯一的职业联赛，也是唯一仅包含一个分区的联赛。甲级联赛下方各级联赛中，半专业和业余级别的平行分区逐渐增多，每个分区覆盖的地理区域也越来越小。在每个赛季结束时，排名第一的球队可以从所在联赛晋级前往更高一级的联赛，而排名垫底的球队则会降级至更低一级的联赛。理论上，任何俱乐部就算是在最低级联赛，也有可能在之后上升到顶级联赛，最终成为全国冠军。不同级别联赛之间晋级和降级的球队数量各不相同，但晋级联赛不只取决于球队实力，设施和财务等方面也是衡量一个俱乐部能否晋级的标准。 

## 结构
埃及足球联赛系统由埃及足球協會及全国各地的区域协会管辖。
整个联赛系统中最高点即为埃及足球甲级联赛，这也是该国唯一的职业足球联赛。紧随其后的是埃及足球乙级联赛，这是埃及全国水平最高的半职业联赛，截至2019-20赛季，该联赛由基于俱乐部所在地区划分的三个小组组成。
埃及足球丙级联赛是该系统中水平仅次于乙级联赛的半职业联赛。由于各种原因，联赛中的球队和分区的数量每个赛季都会发生变化。埃及足球丁级联赛是该系统中唯一的业余联赛；和丙级联赛一样，联赛中的球队和分区数量在每个赛季也都会发生变化。
| 等级 | 分配                                                           | 分配                                                           | 分配                                                           |
| ---- | -------------------------------------------------------------- | -------------------------------------------------------------- | -------------------------------------------------------------- |
| 1    | 埃及足球甲级联赛 18支球队 每赛季降级3支球队                    | 埃及足球甲级联赛 18支球队 每赛季降级3支球队                    | 埃及足球甲级联赛 18支球队 每赛季降级3支球队                    |
| 2    | 埃及足球乙级联赛 36支球队 每赛季晋级3支球队 每赛季降级12支球队 | 埃及足球乙级联赛 36支球队 每赛季晋级3支球队 每赛季降级12支球队 | 埃及足球乙级联赛 36支球队 每赛季晋级3支球队 每赛季降级12支球队 |
| 2    | A组 （上埃及地区赛区） 12支球队1个晋级名额 4个降级名额         | B组 （开罗及周边城市赛区） 12支球队 1个晋级名额 4个降级名额    | C组 （埃及北部赛区） 12支球队 1个晋级名额 4个降级名额          |